# Rhanidophora albigutta
Rhanidophora albigutta is een vlinder uit de familie spinneruilen (Erebidae). De wetenschappelijke naam is voor het eerst geldig gepubliceerd in 1915 door Fawcett.
De soort komt voor in tropisch Afrika.